# Christian Bale
Christian Charles Philip Bale (født 30. januar 1974) er en Screen Actors Guild Award-nomineret, Saturn Award-vindende walisisk-født britisk skuespiller, som har flere storfilm bag sig inklusiv Solens rige, American Psycho, Equilibrium, The Machinist, Batman Begins og The Dark Knight. Bale er kendt for sin evne til at ændre accent og lynhurtigt være i stand til at enten at tabe sig eller tage på (dette ses især i The Machinist, Batman Begins og Rescue Dawn). Før han fik succes med at spille Batman, medvirkede han mest i independent-film.
Bale blev først kendt, da han som 13-årig spillede hovedrollen i Steven Spielbergs Solens rige, hvor han spiller en britisk dreng, som bliver væk fra sine forældre og efterfølgende havner i en japansk fangelejr under 2. verdenskrig. Bale har gennem årene opnået kultstatus. 10-års-jubilæumsbladet fra Entertainment Weekly valgte ham som en af Top 8 Most Powerful Cult Figures of the Past Decade ("Top 8 over det seneste årtis mest magtfulde kultfigurer") og skrev om hans kultstatus på internettet. I en afstemning blandt IMDb-brugere i 2007 blev han kåret som deres favoritskuespiller under 40.

## Opvækst
Bale er den yngste af fire børn. Hans far var David Bale, en iværksætter, pilot og talentmanager, og hans mor er Jenny James, engelsk performer og cirkusklovn. Begge var engelske. Bale tilbragte sin barndom i flere forskellige lande, inklusiv Storbritannien, Portugal og USA.
Da Bale i 1976 var to år gammel, flyttede hans familie fra Wales og bosatte sig fire år i Bournemouth, hvor han gik på byens skole, Bournemouth School, og deltog aktivt i rugby union. Bale har beskrevet sin barndom, med respekt for sin mor, som arbejdede i et cirkus, som meget interessant. Han husker sit første kys, som var med en akrobat kaldet Berta. 
 Som barn gik han til ballet og guitarundervisning . Hans søster Louises arbejde på et teater har også haft indflydelse på hans drøm om at blive skuespiller. Bales far, David, støttede op om sin søns skuespil, og han sagde derfor sit job som pilot op for bedre at kunne rejse og hjælpe Christians spirende karriere .
David Bale døde som 62-årig af en hjernesygdom den 30. december 2003.
Bales første optræden foran et kamera var, da han som otte årig medvirkede i en reklame for "Lenor" i 1982. Han optrådte i en reklame for et morgenmadsprodukt fra firmaet Pac-Man og spillede et år efter en barnerockstjerne. I 1984 fik han sin teaterdebut i The Nerd, hvor han spillede overfor Rowan Atkinson.

## Karriere

### Tidligt arbejde
Bale fik sin filmdebut som Tsarevitj Aleksej af Rusland i tv-filmen Anastasia: The Mystery of Anna i 1986, som fulgte hovedpersonerne i miniserien Heart of the Country og i fantasy-adventure filmen Mio min Mio, i hvilken han optræder sammen med Christopher Lee og Nick Pichard. I 1987 anbefalede Bales medskuespiller i Anastasia: The Mystery of Anna, Amy Irving, Bale til sin daværende mand Steven Spielberg til en rolle i Solens rige, en fortolkning af J.G. Ballards delvise selvbiografi. Bales præstation som Jim Graham gav ham ros fra alle kanter, og han vandt den første "Best Performance by a Juvenile Actor"-pris fra "National Board of Review of Motion Pictures". Prisen blev oprettet særligt til ham. Den opmærksomhed, som Bale fik fra pressen og sine skolekammerater, tog en smule hårdt på ham, og han havde egentlig opgivet skuespillet, da Kenneth Branagh opsøgte ham og overtalte ham til at spille med i Henry V i 1989. I 1990 spillede Bale Jim Hawkins over for Charlton Heston, som spillede Lange John Silver, i Skatteøen, en fortolkning af Robert Louis Stevensons klassiker.
I 1992 medvirkede Bale som Jack Kelly i Disneys musicalfilm Newsies og medvirkede derefter i Swing Kids fra 1993. Bale blev håndplukket af Winona Ryder i 1994 til at spille med i Gillian Armstrongs version af Louisa May Alcotts Little Women. Bale lagde stemme til Thomas, en ung sømand under kommando af John Smith, i Disneytegnefilmen Pocahontas fra 1995, og han spillede i 1997 hovedrollen i Todd Haynes' film Velvet Goldmine. I 1999 og 2001 medvirkede Bale i den stjernespækkede opdaterede version af Shakespeares A Midsummer Night's Dream, hvor nogle af de andre skuespillere var Kevin Kline, Michelle Pfeiffer, Stanley Tucci og Rupert Everett (og mange flere).

### 2000-2001
I 1999 forberedte Bale sig til at skulle spille en af sine mest omtalte roller, seriemorderen Patrick Bateman i American Psycho. Instruktøren Mary Harron droppede egentlig ud af projektet, da hun fandt ud af, at det var Leonardo DiCaprio, som skulle spille hovedrollen, og ikke Bale som var hendes førstevalg. Harron mente, at DiCaprio ville blive for dyr for produktionen. Harron var erstattet som instruktør, men da DiCaprio afslog rollen for at kunne spille med i The Beach, afslog Stone også, og den gravide Harron blev genindsat som instruktør med sit førstevalg, Bale, i hovedrollen. Bale havde aldrig læst romanen før han blev kontaktet omkring filmen, men tog rollen fordi han var imponeret af manuskriptet, som han betegnede som “det modsatte af det jeg nogensinde har prøvet før.” Harrons begrundelse for at caste Bale var, at hun syntes, at han kunne minde om den mandlige udgave af Lili Taylor, og “i den forstand var der en masse under overfladen,” og at “han havde et udtryk af mystik og dybde i sit ansigt.”
Filmen afveg fra romanen i visse tilfælde, men fulgte den ellers troværdigt. Bateman var udadtil den stereotype yuppie, men under overfladen var han en morderisk psykopat. Bale lavede en del research på Bateman og forberedte sig mentalt til rollen ved at solbade og træne i adskillige måneder før for at opnå Batemans fysiske fremtoning som en græsk gud og isolerede sig fra resten af filmens skuespillere og crew for at bevare de mørkere sider af Bateman. American Psycho havde premiere ved Sundance Film Festival i 2000. Den kendte amerikanske kritiker Roger Ebert havde først kritiseret filmen ved at kalde den "pornografisk" og "den mest væmmelige film", men at have set den igen skrev han, at Harron "har forvandlet romanen om blodtørst til en film om mænds forfængelighed." Om Bales præstation, skrev han: "Christian Bale er heroisk på en måde, så han tillader figuren at springe glad ind i sin ondskab; der er intet spor af selvbeskyttelse her, og det er et kendetegn for en god skuespiller.”.
Den 14. april 2000 udsendte Lion Gate Films endelig American Psycho i biograferne. Filmens samlede budget og marketingsudgifter løb op i omkring $17.000.000, og den fik et pænt overskud verden over på $34.266.564. Dette styrkede Bales ry som en engageret og dygtig skuespiller, og samtidig styrkede det yderligere hans kultstatus. Bale var egentlig også sat til at gæsteoptræde i en anden Bret Easton Ellis-fortolkning, The Rules of Attraction, en film tæt forbundet med American Psycho, men han droppede ud af loyalitet over for Mary Harrons vision for Bateman, som han mente ikke kunne komme ordentligt til udtryk hos andre. I 2000 spillede Bale med i efterfølgeren til Shaft som en skurkeagtig figur, der ligner Patrick Bateman, en sindsforvirret racistisk yuppie kaldet Walter Wade, Jr., en beslutning, som affødte bemærkninger om, at de to karakterer lignede hinanden lidt for meget. Bale erkendte, at valget af en så lignende rolle så hurtigt efter American Psycho måske var en fejl fra hans side.
Bale har spillet en del forskellige roller fra 2001 og fremad. Hans første rolle efter American Psycho var John Maddens fortolkning af bestselleren Kaptain Corellis Mandolin, som afveg meget fra romanen. Bale spillede Mandras, en græsk fisker, som giftede sig med Nicolas Cages store kærlighed, Pelagia (Penelope Cruz). Mandras i novellen en mere udviklet figur, som havde sin egen lille sidehistorie; Bales Mandras blev til en birolle, hans sidehandlinger slettet og en stor del af fokus blev afsat til Corelli og Pelagia. Kaptain Corelli's Mandolin var anden gang Bale arbejdede sammen med John Hurt, efter All the Little Animals.

### 2002-2003
Fra 2002 til 2003 medvirkede Bale i tre film. Ingen af dem opnåede den store publikumssucces. Laurel Canyon (2002), en film om kærlighed og længsel, fik en blandet modtagelse hos anmelderne. Filmens manuskript blev beskrevet som middelmådigt. Kritikerne var enige om, at Frances McDormand overstrålede alle de andre skuespillere – inklusiv Bale
Reign of Fire var en af Bales første action-film, og den havde sammenlignet med hans tidligere arbejde et enormt budget på $90.000.000. Filmens handler om en ildspyende drage, som bliver vækket af sin dvale, hvilket bringer flere tusinde mennesker i fare. Bale gik med til at medvirke i sådan en stjernespækket film med visse forbehold, men instruktøren Rob Bowman overtalte ham til at tage hovedrollen som Quinn Abercromby. Bale spiller over for Matthew McConaughey, der spiller Denton Van Zan. De er to helte med samme mål, som bruger forskellige metoder for at opnå dem. Bale og McConaughey forberedte sig begge til deres rolle ved at bokse og lave styrketræning. Filmen blev voldsomt kritiseret af anmelderne. Den indtjente næsten intet i USA, og det bidrog kun til Bales voksende frustrationer.
Equilibrium var Bales tredje film i 2002. Den kostede $20.000.000 at lave og indtjente kun $5.000.000 på verdensplan. Denne kommercielle fiasko kan måske have været Dimension Films' skyld, da de manglede troen på den. Ikke desto mindre blev dvd-udgivelsen en så stor succes, at instruktøren Kurt Wimmer fik $30.000.000 til filmen Ultraviolet. I Equilibrium spillede Bale John Preston, en ordenshåndhæver i et dystopisk miljø. Equilibrium indeholdt den fiktive kampsport Gun Kata, inspireret af The Matrix og John Woos film, som kombinerer skydning med kampsport. Ifølge moviebodycounts.com er figuren John Preston den tredjemest dræbende i en film nogensinde med 118 drab svarende til præcis halvdelen af filmens i alt 236 drab.

### 2004
Efter et års pause vendte Bale tilbage for at spille hovedrollen som Trevor Reznik i den psykologiske thriller The Machinist. Reznik lider af en kronisk søvnforstyrrelse og plages af en mystisk forfølger. Bale forberedte sig grundigt til rollen og opnåede en fysisk fremtoning som afmagret og træt, hvilket bidrog til rollens troværdighed (i en scene siger Jennifer Jason Leighs figur: "Hvis du var lidt tyndere, så ville du ikke eksistere."). Han gik i længere perioder uden ordentlig søvn, og han gik på en helt ekstrem kur kun bestående af kaffe og æbler, hvilket resulterede i et vægttab på 27 kilo i løbet af meget kort tid. Bale ville gerne have tabt sig mere, men alle, lige fra instruktøren til hans læge, forbød ham det (Bale vejede kun 59 kilo ved afslutningen af optagelserne). Bale har beskrevet, at det var mentalt meget beroligende at være så tynd. Han blev sammenlignet med Robert De Niro, som tog 25 kilo på for at spille Jake LaMotta i Raging Bull. Bale tog rollen som Reznik, fordi manuskriptet "rystede" ham, og fordi det hjalp ham igennem sin depression. The Machinist modtog næsten kun gode anmeldelser. Kritikerne var meget imponeret over Bales engagement. Det var en lavbudget-produktion, som kun kostede omkring $5.000.000 at producere, og filmen fik kun i begrænset amerikansk biografpremiere. Det meste af filmens overskud blev genereret i udlandet.
Som beundrer af Hayao Miyazakis Chihiro og heksene blev Bale castet til at lægge stemme til hovedpersonen Howl i den engelske version af den japanske fantasy/anime/adventure-film Howl's Moving Castle, en fortolkning af Diana Wynne Jones’ børnebog Howl's Moving Castle. Dens overskud i USA var $4.711.096, en brøkdel af dens indtjening verden over ($230.458.788).

### Den nye Batman
Bale havde helt tilbage fra 2002 været i betragtning til rollen som Batman. Han havde tidligere været aflagt audition til rollen som Robin i Batman Forever (1995), men den gik i stedet til Chris O'Donnell. I 2004, efter at optagelserne til The Machinist var afsluttet, fik Bale den eftertragtede rolle som Bruce Wayne/Batman og var blevet sat til at skulle spille sammen med Liam Neeson, Katie Holmes, Michael Caine, Morgan Freeman og Cillian Murphy i Christopher Nolans Batman Begins, en komplet genfortælling af Batman uden nogen tilknytning til Burtons eller Schumachers film. Bale slog Jake Gyllenhaal, som var hans tætteste konkurrent til rollen, hvilket betød, at Bale mistede sin rolle som Anthony Swofford i Jarhead (2005) til Gyllenhaal.
Endnu påvirket af sine forberedelser til The Machinist var Bale nødt til at træne sig op for at matche Batmans kraftfulde fysik. Han fik 6 måneder til opnå dette. Bale erindrer, at det langt fra var nemt: "Når det kom til at opbygge muskler, var jeg håbløs. Jeg kunne ikke engang tage en armbøjning den første dag. Alle mine muskler var væk, så det blev en hård tid at få dem alle genopbygget igen". Ved hjælp af en personlig træner lykkedes det for Bale at nå målet inden for de 6 måneder, da han tog omkring 46 kg på. Han gik fra at veje omkring 59 kg til at veje omkring 104 kg.
Bale havde egentlig nogle betænkeligheder ved at spille Batman, fordi han følte sig mere latterlig end truende i sin Batmandragt. Det kompenserede han for ved at spille Batman mere vildt. Få at opnå en dybere forståelse af sin rolle læste Bale flere forskellige Batman-bøger og -tegneserier. Han gav derefter sin fortolkning af Batman: "Batman er hans skjulte, dæmoniske og raserifyldte side. Batman-figuren er et meget ligefremt væsen, og én han er nødt til at have kontrol over, men gør det på en meget vilkårlig måde. Han er i stand til at udøve vold – og til at dræbe – så han er konstant nødt til at skulle styre sig selv." For Bale var det værste ved at spille Batman altså hans Batman-dragt. "Du får den på, du bliver varm, du sveder, og du får en hovedpine, som holder dit hoved i en skruestik", har han udtalt. "Men jeg skal ikke brokke mig, for jeg fik lov til at spille Batman." Når Bale var ude for at promovere filmen, forsøgte han at tale med Batmans amerikanske accent, som han gjorde i filmen, for at undgå at nogen blev forvirret over, at Batman er brite.
Batman Begins fik premiere over næsten hele verden den 15. juni og blev en succes for Warner Bros. både i USA og i resten af verden. Den kostede omkring $135.000.000 mio. at producere, og den indtjente på verdensplan mere end $370.000.000 mio. Holdet bag filmen blev rost for de gode skuespiller-præsentationer, men det blev Bale der fik mest opmærksomhed takket være sin dobbelt-portrættering af Bruce Wayne/Batman. Bale vandt "Best Hero"-prisen ved MTV Movie Awards i 2006 for sin rolle.

### 2006 og fremad
Efter at have medvirket i den store Batman Begins-produktion vendte Bale tilbage til at medvirke i independent-film. Bale fik en hovedrollerne i David Ayers krimidrama Harsh Times, hvor han spiller over for Freddy Rodriguez og Eva Longoria.
Terrence Malick instruerede The New World, en film inspireret af historien om Pocahontas, og Bale fik rollen som John Rolfe. Det var anden gang, han medvirkede i en dramatisering af Pocahontas. Han spillede sammen med Colin Farrell og Q'Orianka Kilcher, som spillede henholdsvis elskeren John Smith og Pocahontas. Størstedelen af filmen var afsat til Farrell og Kilcher, mens Bales rolle er en birolle, og han optræder kun i den sidste tredjedel af filmen. Filmen fik en blandet modtagelse af kritikerne og blev ikke nogen publikumssucces. I USA blev den en fiasko, og dens samlede indtjening på verdensplan var kun lige nok til at få den til at løbe rundt.
| Citat | Jeg kan godt lide film, hvor jeg skal være beskidt og kravle rundt i mudder. | Citat |
|       |                                                                              |       |

I 2006 tog Bale hul på fire nye projekter: Rescue Dawn af den tyske filmskaber Werner Herzog, hvor Bale spiller den amerikanske luftpilot Dieter Dengler, der bliver nødt til at kæmpe for sit liv efter at være blevet skudt under en mission under Vietnamkrigen. Bale gjorde stort indtryk på Herzog, som har rost Bales evner: "Jeg betragter ham som et af de største talenter i hans generation. Vi planlagde denne film, længe før han lavede Batman Begins". I filmen The Prestige, en fortolkning af Christopher Priests roman af samme navn, der handler om to rivaliserende victorianske tryllekunstnere og deres kamp for at blive den bedste, blev Bale genforenet med Michael Caine og instruktør Christopher Nolan. Castet bag The Prestige inkluderer også Hugh Jackman, Scarlett Johansson, Piper Perabo og David Bowie. I filmen I'm Not There arbejdede Bale igen sammen med Todd Haynes, og desuden var Heath Ledger, som senere spillede rollen som Joker i The Dark Knight), med. I'm Not There er en biografisk film om Bob Dylans liv. Bale spillede også over for Russell Crowe i filmen 3:10 to Yuma, en genindspilning af westernklassikeren af samme navn. Bale var oprindeligt castet til spille George W. Bush i Oliver Stones film W., men droppede ud af forskellige årsager.
Bale var ivrig efter at komme tilbage i rollen som Batman i filmen The Dark Knight efter den positive respons på hans præstation i Batman Begins. Bale blev trænet i Keysi Fighting Method og udførte i filmen mange af sine stunts selv. Han tog ikke helt så meget muskelvægt på denne gang, fordi Batman i The Dark Knight har fået lavet en ny dragt, der gør, at han kan bevæge sig mere adræt. The Dark Knight fik premiere i USA den 18. juli 2008 og i Danmark den 25. juli. Filmen blev en enorm økonomisk succes med en rekordindtjening på $158.4 mio i første uge, $300 mio. efter 10 dage, $400 mio. efter 16 dage og $500 mio. efter 43 dage.
Bale blev castet til rollen som John Connor i filmen Terminator Salvation og til rollen som FBI-agenten Melvin Purvis i Michael Manns Public Enemies. Instruktøren Joe Carnahan bekræftede i november 2007 at Bale også er med i Killing Pablo, hvor han skal spille major Steve Jacoby. Filmen forventes at få premiere i 2011. I et interview med Nuts Magazine har Bale udtalt, at han er interesseret i rollen som Solid Snake i filmatiseringen af computerspillet Metal Gear Solid. Produktionen af filmen er dog indtil videre udskudt på ubestemt tid.

## Privat
Den 29. januar 2000 blev Bale gift med Sandra "Sibi" Blazic (født 1970), tidligere model, makeupartist og personlig assistent for Winona Ryder, som spillede sammen med Bale i Little Women. Han har datteren Emmeline med Blazic. Hun blev født den 27. marts 2005 i Santa Monica, Californien.
Bale har tre ældre søskende – alle piger: Erin Bale, som er musiker, Sharon Bale, som er computertekniker og Louise Bale, som er teaterskuespiller og teaterdirektør. Bales familie har dybe rødder i showbusiness, især teater. Bale er en fjern slægtning til den britiske skuespiller Lillie Langtry, mens hans onkel, Rex Bale, og hans mors forældre også var skuespillere.
Ligesom sin far David Bale er Bale også en kendt aktivist. Han kæmper for dyrs rettigheder og er medlem af grupper som Greenpeace og World Wildlife Fund,. Bale er desuden vegetar. Da den berømte feministiske aktivist, Gloria Steinem, i en alder af 66 år blev gift med Bales far den 3. september 2000, var det hendes første giftemål. Ægteskabet endte, da David døde i 2003 Bale er i øjeblikket bosat i Los Angeles.
Den 22. juli 2008 blev Bale sigtet og arresteret for at have overfaldet sin mor, Jenny, og sin søster, Sharon, der ringede til politiet. Efter at have været tilbageholdt i mere end 4 timer, blev løsladt mod kaution, hvorefter sagen ville blive yderligere efterforsket. Bale har siden benægtet anklagerne. Den 14. august 2008 erklærede det britiske politi, at de ikke ønskede at undersøge sagen nærmere.

## Filmografi
| År   | Film                                                        | Rolle                                 | Bemærkninger                                         |
| ---- | ----------------------------------------------------------- | ------------------------------------- | ---------------------------------------------------- |
| 1986 | Anastasia: The Mystery of Anna                              | Alexei                                | Tv                                                   |
| 1987 | Heart of the Country                                        | Ben Harris                            | Tv-miniserie                                         |
| 1987 | Solens rige                                                 | Jamie/ Jim Graham                     |                                                      |
| 1987 | Mio, min Mio                                                | Benke/ Jum-Jum                        |                                                      |
| 1989 | Henry V                                                     | Falstaffs dreng                       |                                                      |
| 1990 | Treasure Island                                             | Jim Hawkins                           |                                                      |
| 1991 | A Murder of Quality                                         | Tim Perkins                           |                                                      |
| 1992 | Newsies                                                     | Jack "Cowboy" Kelley/Francis Sullivan |                                                      |
| 1993 | Swing Kids                                                  | Thomas Berger                         |                                                      |
| 1994 | Little Women                                                | Theodore "Laurie" Lawrence            |                                                      |
| 1994 | Prinsen af Jylland                                          | Amled                                 |                                                      |
| 1995 | Pocahontas                                                  | Thomas                                | stemme                                               |
| 1996 | The Portrait of a Lady                                      | Edward Rosier                         |                                                      |
| 1996 | The Secret Agent                                            | Stevie                                | Mirko Savone lagde stemme til den italienske version |
| 1997 | Metroland                                                   | Chris Lloyd                           |                                                      |
| 1998 | All the Little Animals                                      | Bobby Platt                           |                                                      |
| 1998 | Velvet Goldmine                                             | Arthur Stuart                         |                                                      |
| 1999 | Mary, Mother of Jesus                                       | Jesus of Nazareth                     | TV                                                   |
| 1999 | A Midsummer Night's Dream                                   | Demetrius                             |                                                      |
| 2000 | Shaft                                                       | Walter Wade, Jr.                      |                                                      |
| 2000 | American Psycho                                             | Patrick Bateman                       |                                                      |
| 2001 | Kaptajn Corellis Mandolin (eng: Captain Corelli's Mandolin) | Mandras                               |                                                      |
| 2002 | Equilibrium                                                 | Cleric John Preston                   |                                                      |
| 2002 | Dragejægerne (eng: Reign of Fire)                           | Quinn Abercromby                      |                                                      |
| 2002 | Laurel Canyon                                               | Sam Bentley                           |                                                      |
| 2004 | Howl's Moving Castle                                        | Howl                                  | 2005 lagde stemme til den engelske version           |
| 2004 | The Machinist                                               | Trevor Reznik                         |                                                      |
| 2005 | Batman Begins                                               | Bruce Wayne/Batman                    |                                                      |
| 2005 | The New World                                               | John Rolfe                            |                                                      |
| 2006 | The Prestige                                                | Alfred Borden                         |                                                      |
| 2006 | Harsh Times                                                 | Jim Luther Davis                      |                                                      |
| 2007 | Rescue Dawn                                                 | Dieter Dengler                        |                                                      |
| 2007 | I'm Not There                                               | Jack Rollins/Pastor John              |                                                      |
| 2007 | 3:10 to Yuma                                                | Dan Evans                             |                                                      |
| 2008 | The Dark Knight                                             | Bruce Wayne/Batman                    |                                                      |
| 2009 | Public Enemies                                              | Melvin Purvis                         | i biografen fra 3 juli                               |
| 2009 | Terminator Salvation: The Future Begins                     | John Connor                           |                                                      |
| 2009 | Killing Pablo                                               | Major Steve Jacoby                    |                                                      |
| 2012 | The Dark Knight Rises                                       | Bruce Wayne/Batman                    |                                                      |
| 2018 | Vice                                                        | Dick Cheney                           |                                                      |
| 2019 | Le Mans '66                                                 | Ken Miles                             |                                                      |
| 2022 | Thor: Love and Thunder                                      |                                       |                                                      |